# León de Bienservida
El conocido como León de Bienservida (también León de Huerta Bayonas) es una escultura zoomorfa ibérica hallada en 1893, de manera accidental, en el paraje de Huerta Bayonas en Villarrodrigo (Jaén) y trasladada a la contigua población albaceteña de Bienservida, de la que recibe el nombre.

## Circunstancias de su hallazgo
La pieza fue hallada por unos campesinos durante unas tareas agrícolas y resultó mutilada. Estos trabajadores comunicaron el hallazgo a don Antonio Pretel, dueño de la finca de Huerta Bayonas, contigua al término de Bienservida, y éste la llevó a su domicilio particular, en dicha población albaceteña, para ser custodiada. Hacia 1941 fue donada al Museo Arqueológico de Albacete donde hoy está depositada.

## Características
Como en otras esculturas iberas, hay que resaltar su carácter psicopompo y apotropaico, es decir, de conductor del alma y defensor del difunto y su memoria, propio del simbolismo oriental. Sin embargo, es muy notable la existencia, bajo las patas del león, de una cabeza humana cortada, puesto que el culto al cráneo, derivado de la temática de la cabeza trofeo, suele ser más común en ambientes celtas.